# Dryopteris abbreviatipinna
Dryopteris abbreviatipinna là một loài thực vật có mạch trong họ Dryopteridaceae. Loài này được (Kodama in Matsum.) Makino & Ogata ex Makino miêu tả khoa học đầu tiên năm 1929.